# Thomas Biehl
Thomas Biehl (født 10. maj 1971 i Sønderborg) er en dansk skuespiller.
Thomas Biehl er uddannet skuespiller fra den russiske statsteaterskole The Russian Academy of Theatre Arts GITIS Scandinavia i 2004, og er cand.mag. i historie og dramaturgi fra Aarhus Universitet 1999 samt officer i forsvaret hvor han underviser i overlevelse under ekstreme forhold og gidseloverlevelse (Conduct after Capture). På teatret har han kunnet opleves i forestillinger med bl.a. Teater Tabu, Århus International Theatre Company, Teatergruppen Stormen, B79.2, Knirkerevyen, Teater Katapult, Randers Teater (tidligere Egnsteater) og Von Baden på Svalegangen i Århus, samt i film og serier som bl.a. Hvidsten Gruppen, Anna Pihl, 1864 (voice), Norskov, Rita, Thin ice, Sorg og Glæde, Frederik IX, Min fars krig, Hvide Sande og Ingen skal sove samt Ser du månen Daniel, Julemandens datter 2, En for holdet, 300 år Grønland og Danmark, Nordic Narcos. Senest er han leder af og skuespiller i Teater Tabu.

## Filmografi
- At kende sandheden (2002)
- Brutal Incasso (2005)
- Næste skridt (2006)
- Det perfekte kup (2008)
- Krokodillerne (2009)
- Upstairs (2010)
- Hvidsten gruppen (2011)
- Sorg og Glæde (2013)
- Rodløs (2014)
- Et liv (2014)
- 1864 (dubbing) (2014)
- Knust (2016)
- Ekko (2017)
- Ser du månen, Daniel (2019)
- Ingen skal sove (2019)
- Julemandens datter 2 (2020)
- Hamsterhjulet (2020)

## Tv-serier
- Kommisarie Winter (2000)
- Anna Pihl (2006-2008)
- 2900 Happiness (2009)
- Blekingegade (2009)
- Taming the Quantum World  (2013)
- 1864 (dubbing) (2014)
- Norskov (2015)
- Rita (2017)
- Frederik IX (2019)
- Thin Ice (2020)
- Min fars krig (2020)
- Hvide Sande (2020)
- Panik (2021)
- Historien om Grønland og Danmark (2021)
- En for holdet (2021)
- Panik (2021)
- The Viking - Narkokongens fald (2022)

## Teater
- Ode til sodavandsautomat (2005)
- Kong Lear (2008)
- Caligula (2008)
- Gengangere (2009)
- Hellige Tre Kongers Aften (2009)
- Let Opklaring (2010)
- Et Drømmespil (2011)
- Fødselsdagsfesten (2012)
- En sælgers død (2013)
- Bag Hegnet (2013)
- Rester af Alice (2014)
- Til Damaskus (2015)
- Rester af Alice (cphstage) (2015)
- Drømmen om Amerika (2016-22)
- Kongen skal dø (2017)
- Hvad du ønsker (2017)
- Palle alene i verden (2018-23)
- TABU (2019-)
- Caligula (2019)
- Bodyguards (2021)